# Brett Palin
Brett Palin (* 23. Juni 1984 in Nanaimo, British Columbia) ist ein ehemaliger kanadischer Eishockeyspieler, der im Verlauf seiner aktiven Karriere zwischen 2000 und 2018 unter anderem annähernd 400 Spiele in der American Hockey League (AHL) auf der Position des Verteidigers bestritten hat. Darüber hinaus verbrachte Palin drei Spielzeiten in der österreichischen Erste Bank Eishockey Liga (EBEL) und war eine Saison bei den Grizzly Adams Wolfsburg in der Deutschen Eishockey Liga (DEL) aktiv.

## Karriere

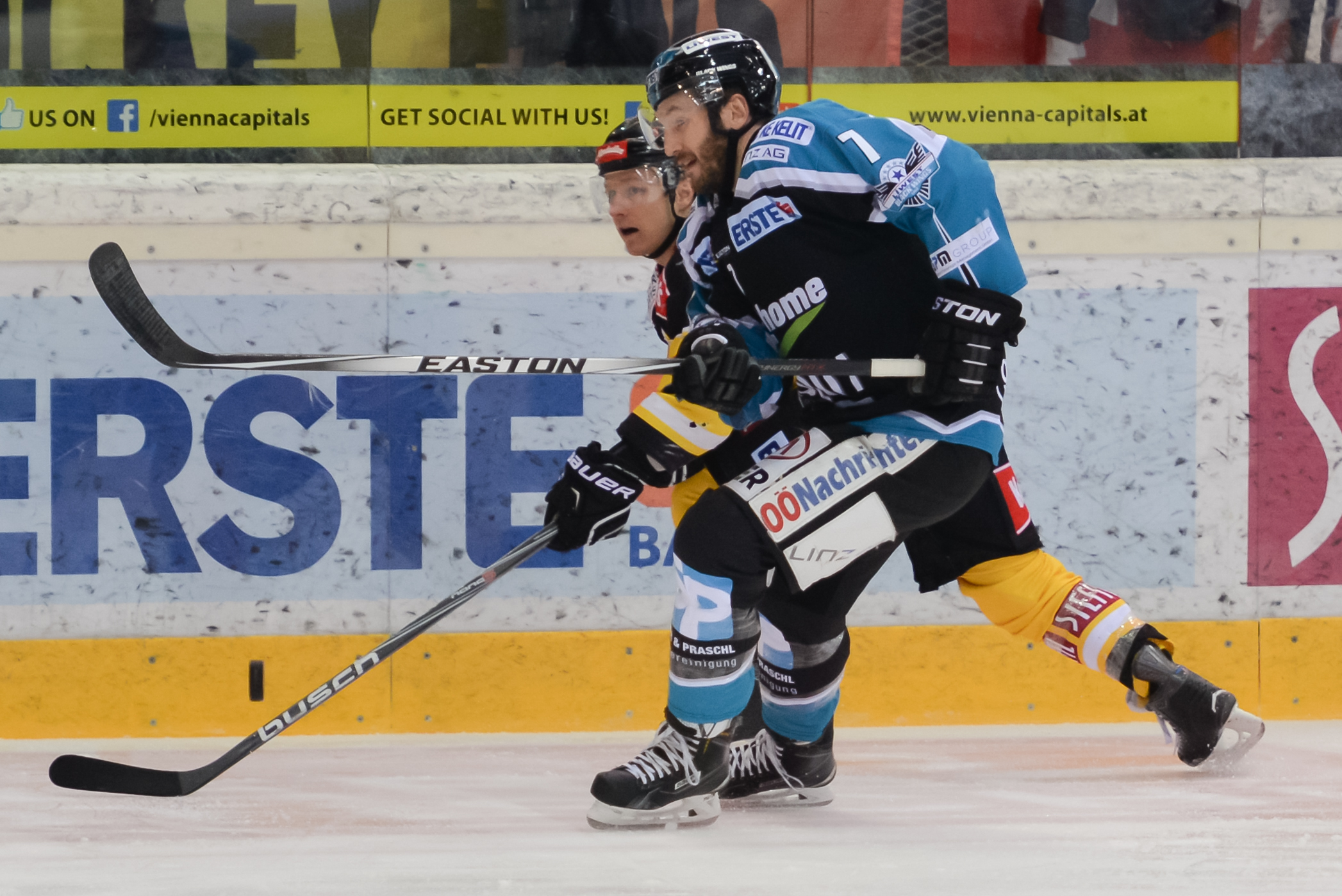
Palin (vorne) im Trikot des EHC Black Wings Linz (2016)

Palin kam zum ersten Mal im Alter von vier Jahren in Verbindung mit dem Eishockeysport. Er begann seine Karriere bei den Kelowna Rockets in der Western Hockey League (WHL). Dort spielte der Verteidiger fünf Jahre lang und gewann in den Spielzeiten 2002/03 und 2004/05 jeweils die Meisterschaft in Form des Ed Chynoweth Cups mit dem Team. Zudem gewannen die Rockets die Austragung des Jahres 2004 des prestigeträchtigen Memorial Cups.
Unter anderem auch durch diese Erfolge bedingt machte er die Organisation der Calgary Flames aus der National Hockey League (NHL) auf sich aufmerksam, wo er im Sommer 2005 als Free Agent einen Vertrag unterzeichnete. Jedoch kam er nie über Einsätze in den Farmteams in der American Hockey League (AHL) hinaus. So spielte er die folgenden fünf Jahre zwei Saisons für die Omaha Ak-Sar-Ben Knights und weitere drei für deren Nachfolgeteams, den Quad City Flames und Abbotsford Heat. Nach einer weiteren Saison bei den Milwaukee Admirals in der AHL entschied sich der Abwehrspieler für einen Wechsel nach Europa, wo er fortan für die Piráti Chomutov in der zweithöchsten tschechischen Liga zum Einsatz kam. Gleich in der ersten Saison gelang der Aufstieg in die Extraliga. Ein Jahr später wurde nach der Hauptrunde der letzte Platz erreicht. In der Relegation aber konnte der Klassenerhalt gesichert werden.
Im Mai 2013 verpflichteten die Grizzly Adams Wolfsburg aus der Deutschen Eishockey Liga (DEL) Palin und gaben ihm einen Einjahresvertrag. Anschließend war er ein Jahr lang beim schwedischen Zweitligisten Mora IK tätig, bevor der Kanadier im Sommer 2015 einen Einjahresvertrag beim EHC Black Wings Linz aus der österreichischen Erste Bank Eishockey Liga (EBEL) unterschrieb. Nach der Saison 2016/17 erhielt Palin keinen neuen Vertrag in Linz und erhielt in der Folge verschiedene Angebote, unter anderem aus Frankreich. Letztlich entschied er sich im November 2017 für ein Engagement bei Linz’ ungarischem Ligakonkurrenten Fehérvár AV19. Nach der Saison beendete 34-Jährige seine aktive Karriere im Sommer 2018.

## Erfolge und Auszeichnungen
| - 2003 President’s-Cup-Gewinn mit den Kelowna Rockets - 2004 Memorial-Cup-Gewinn mit den Kelowna Rockets - 2005 President’s-Cup-Gewinn mit den Kelowna Rockets | - 2009 Teilnahme AHL All-Star Classic - 2012 Meister der 1. Liga und Aufstieg in die Extraliga mit den Piráti Chomutov |

## Karrierestatistik
(Legende zur Spielerstatistik: Sp oder GP = absolvierte Spiele; T oder G = erzielte Tore; V oder A = erzielte Assists; Pkt oder Pts = erzielte Scorerpunkte; SM oder PIM = erhaltene Strafminuten; +/− = Plus/Minus-Bilanz; PP = erzielte Überzahltore; SH = erzielte Unterzahltore; GW = erzielte Siegtore; 1 Play-downs/Relegation; Kursiv: Statistik nicht vollständig)